# Utti
Utti est un quartier et une zone statistique de Valkeala à Kouvola en Finlande .

## Description
Utti est à environ 12 kilomètres du centre de Kouvola. 
Utti abrite l'école primaire d'Utti, la gare d'Utti et la forteresse d'Utti.
Le régiment de jaeger d'Utti, situé dans le quartier, les opérations des forces spéciales des forces terrestres, les opérations d'hélicoptères des forces de défense et les industries qui les soutiennent y sont centralisées.
L'aéroport d'Utti, est principalement utilisé par l'armée.
Les quartiers voisins d'Utti sont : Valkealan kirkonkylä , Niinistö, Aitomäki, Myllykoski, Sippola et Kaipiainen.

## Galerie

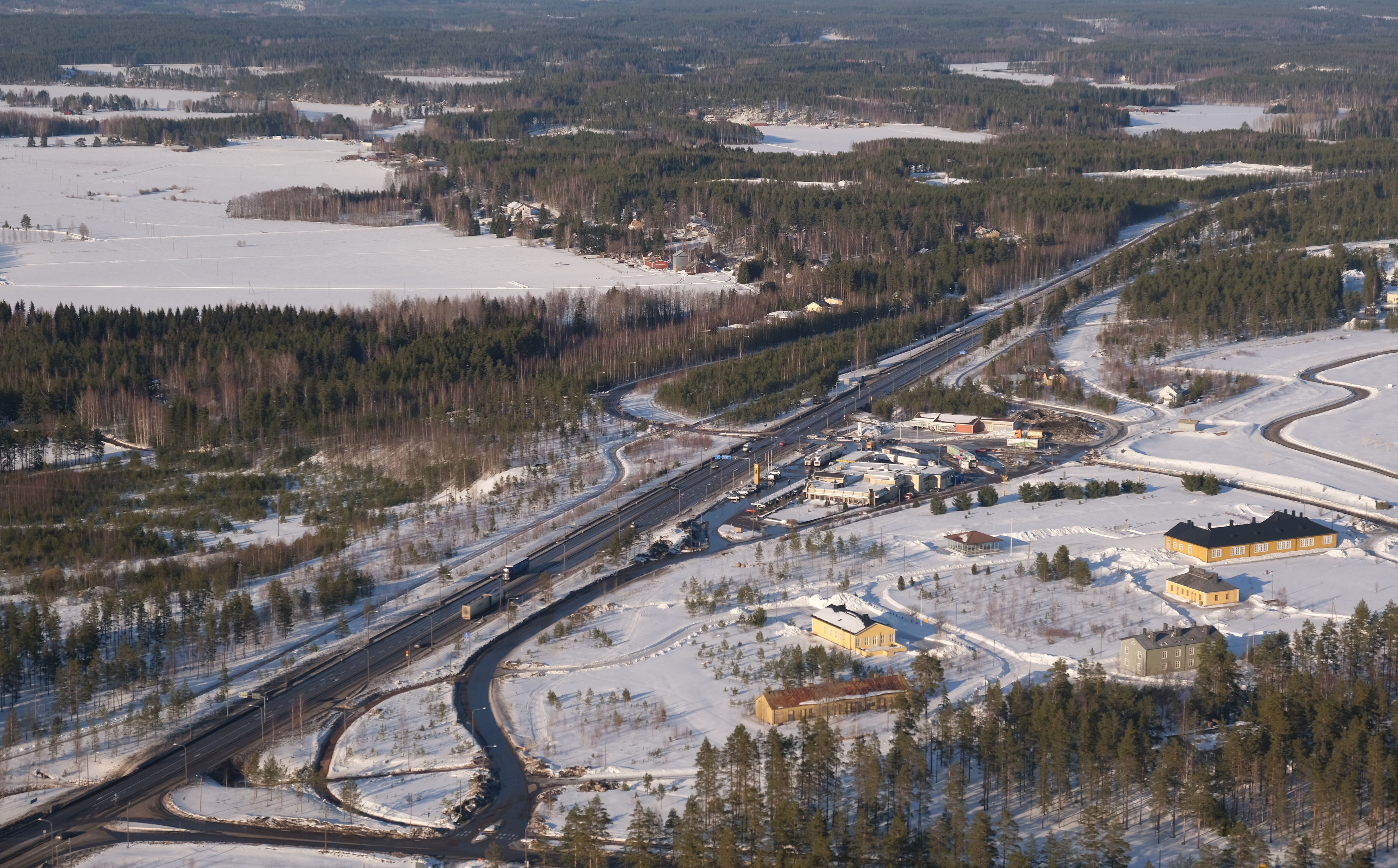
La route nationale 6 a Utti.
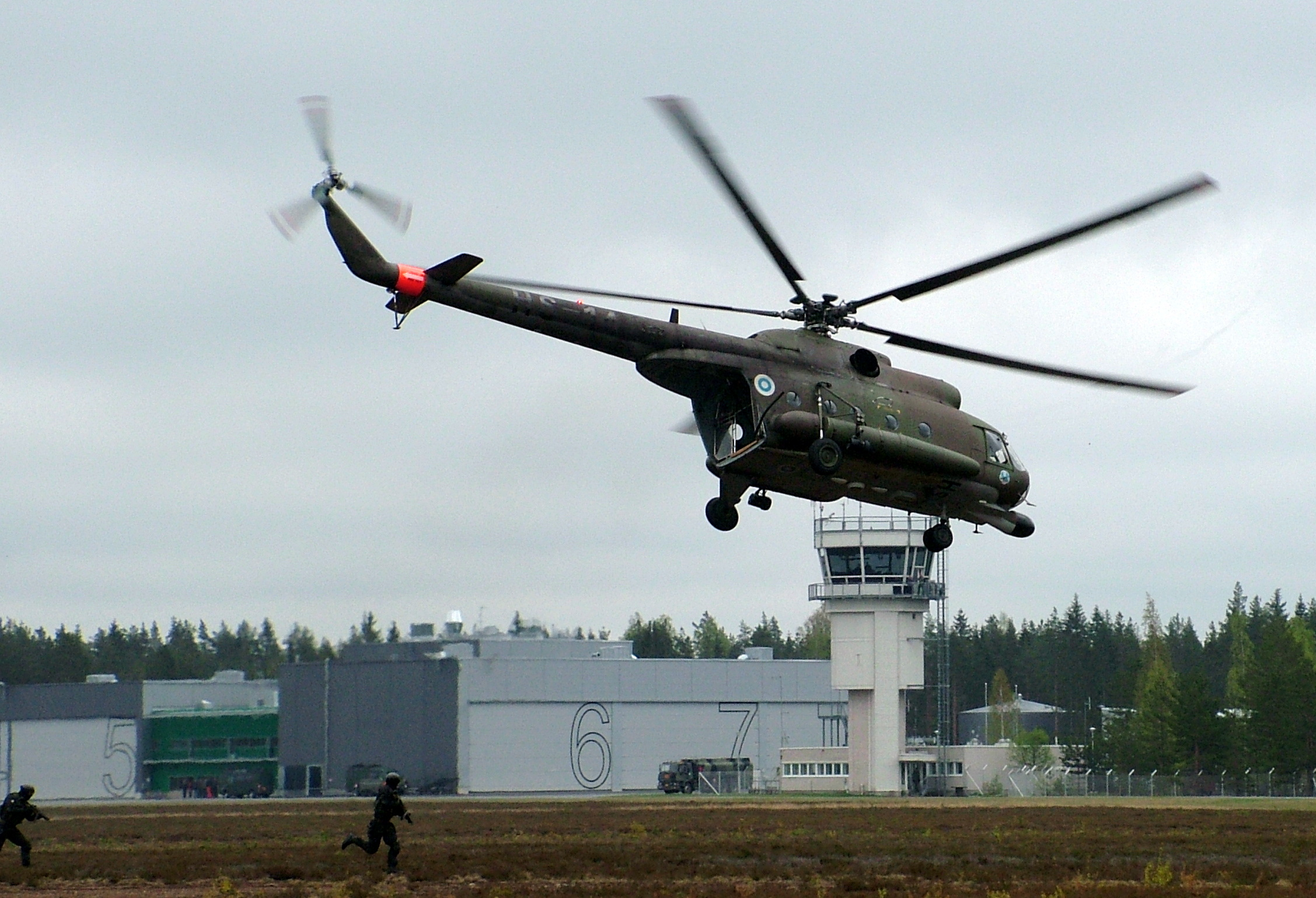
Hélicoptère militaire Mi-8 à l'aéroport d'Utti.
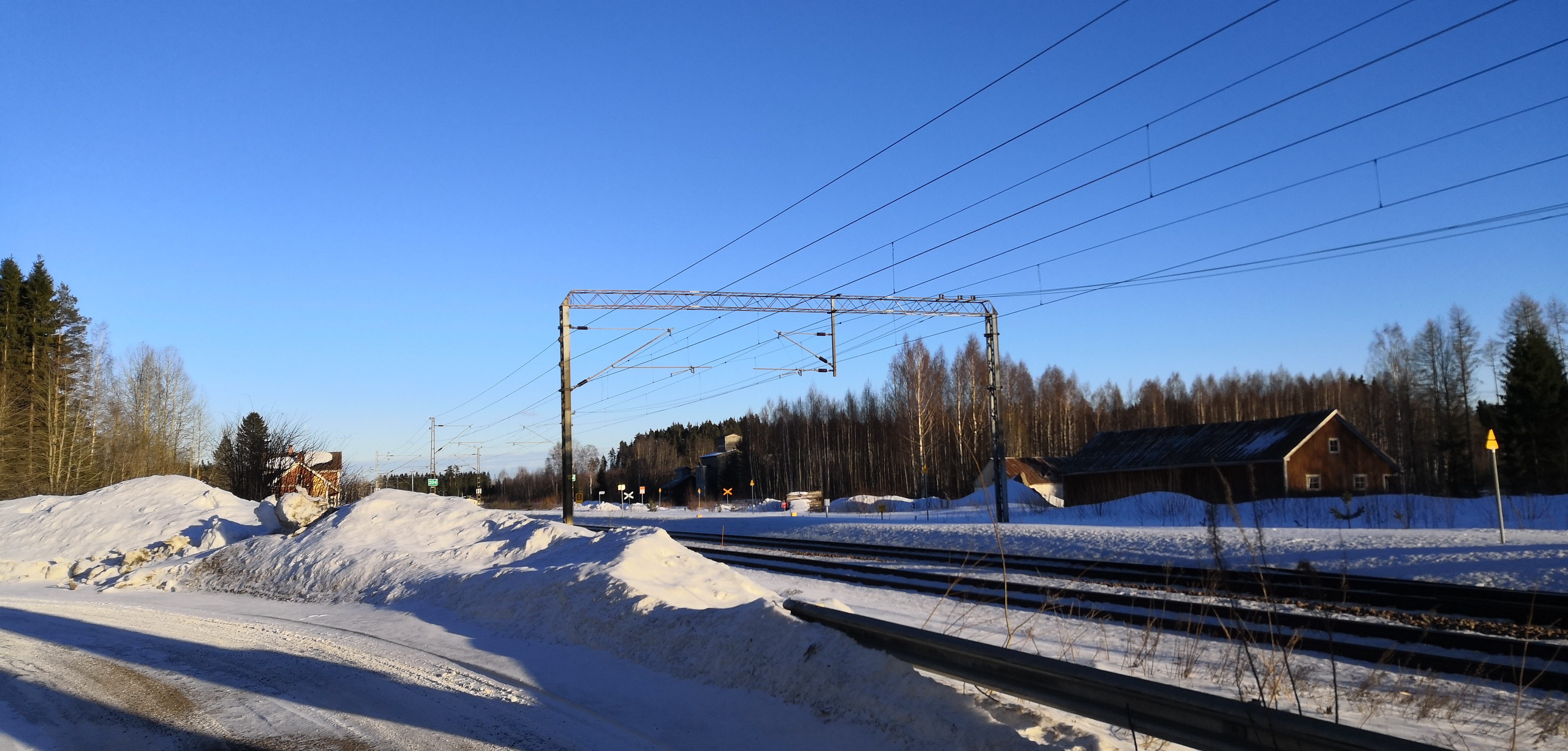
Gare d'Utti
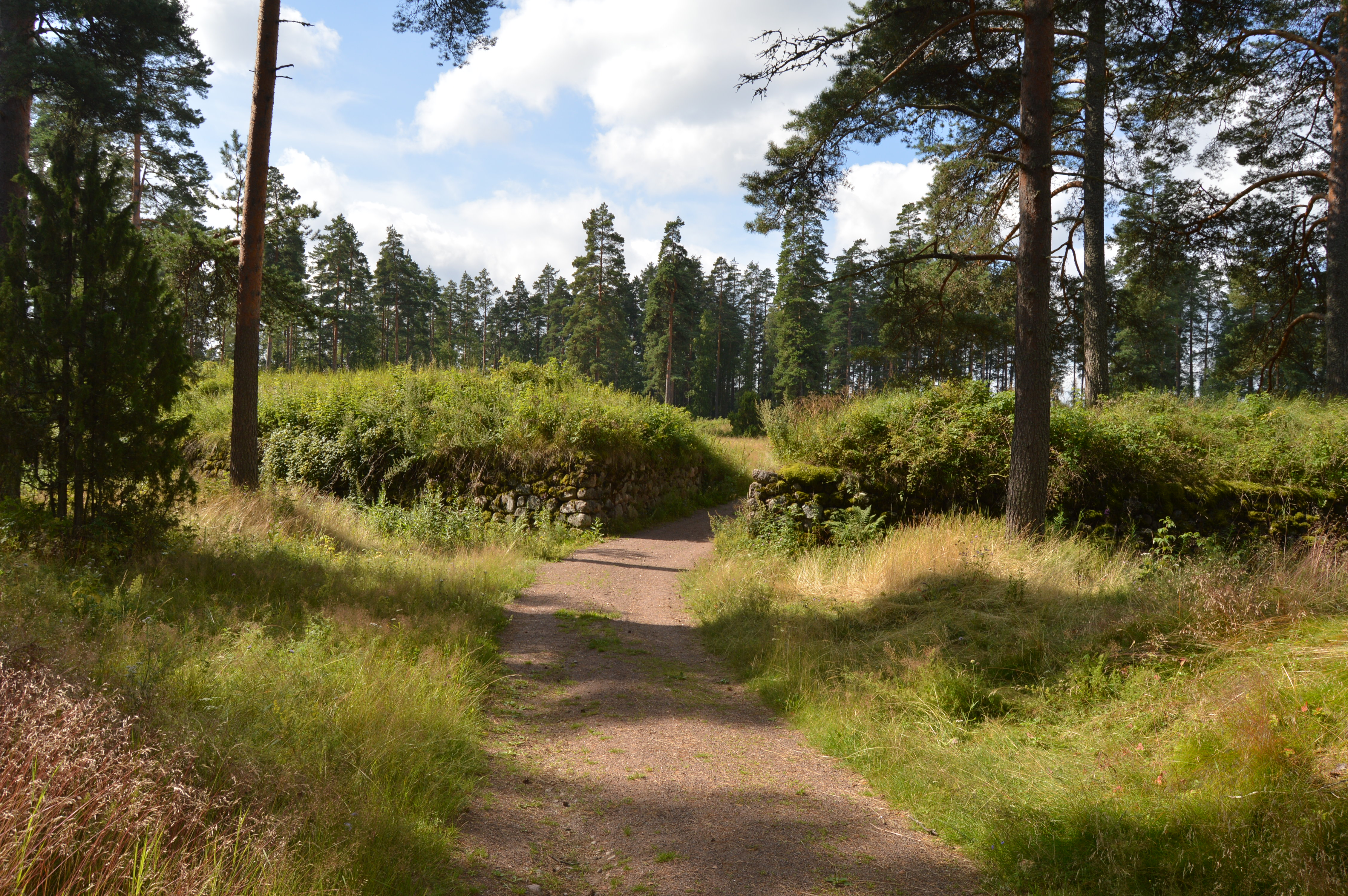
Forteresse d'Utti